# Tammy (Vorname)
Tammy ist ein weiblicher Vorname.
Tammy ist eine englische Kurzform des Namens Tamara.
Varianten sind: Tammie, Tammi und Tamy/Tami.

## Namensträgerinnen
- Tammy Baldwin (* 1962), US-amerikanische Politikerin
- Tammy Blanchard (* 1976), US-amerikanische Schauspielerin
- Tammy Burdett (* ≈1945), US-amerikanische Bassistin, Sängerin und Songwriterin
- Tammy Duckworth (* 1968), eine US-amerikanische Politikerin
- Tammy Grimes (1934–2016), US-amerikanische Film- und Theaterschauspielerin
- Tammy Jenkins (* 1971), neuseeländische Badmintonspielerin
- Tammy Lauren (* 1968), US-amerikanische Schauspielerin
- Tammy Locke (* 1959), US-amerikanische Sängerin und Schauspielerin
- Tammy MacIntosh (* 1970), australische Schauspielerin
- Tammy Mahon (* 1980), kanadische Volleyballspielerin
- Tammy Lynn Michaels (* 1974), US-amerikanische Schauspielerin
- Tammy Ogston (* 1970), australische Fußballschiedsrichterin
- Tammy Sun (* 1985), kanadische Badmintonspielerin
- Tammy Lynn Sytch (* 1972), US-amerikanische Wrestlingmanagerin, Wrestlerin und Ringrichterin
- Tammy Tiehel (* 1964), US-amerikanische Filmproduzentin und Managerin
- Tammy Thomas (* ca. 1970), ehemalige US-amerikanische Radrennfahrerin
- Tammy Ustinov (* 1945), britische Film- und Theaterschauspielerin
- Tammy Wynette (1942–1998), US-amerikanische Country-Sängerin

## Namensträger
- Tammy Abraham, bürgerlich Kevin Oghenetega Tamaraebi Bakumo-Abraham (* 1997), englischer Fußballspieler